# Лю Цзиньдун
Лю Цзиньду́н (кит. трад. 劉金東, упр. 刘金东, пиньинь Líu Jīndōng; 9 декабря 1981, Циндао, провинция Шаньдун) — китайский футболист, защитник, выступающий за клуб Суперлиги «Шаньдун Лунэн» и сборную Китая. Может выступать на позиции защитника, а также полузащитника. С командой завоевал несколько различных титулов, а перед началом сезона 2010 года был выбран капитаном команды и вновь выиграл золотые медали чемпионата.

## Карьера

### Клубная карьера
Профессиональную карьеру начал в 2001 году, когда попал в основную команду «Шаньдун Лунэн» из молодёжной команды. В дебютном сезоне выходил в семи матчах, а через год стал игроком основного состава, сыграв в 19 матчах первенства Китая по футболу. Универсальность игрока позволяла тренеру менять игровые модели и выпускать Лю Цзиньдуна то в защите, то в полузащите. В 2006 году игрок помог завоевать «Шаньдуну» чемпионство, успех был повторен в 2008. К сезону 2009 года игрок был переведен в защиту и получил статус вице-капитана команды, однако так как капитан Шу Чан долгое время залечивал травму, в большей части сезона Лю был капитаном. С приходом на тренерский мостик Бранко Иванковича перед началом сезона 2010 года, он назначил игрока капитаном команды. Лю выступил в чемпионате успешно, завоевав с командой ещё один чемпионский титул.

### Международная карьера
В 2003 году получил вызов в национальную сборную, дебютировал в товарищеском матче против команды Чили, которая проходила 20 августа 2003 года и закончилась со счётом 0-0. В этой игре Лю выступал на позиции полузащитника. При главном тренере сборной Ари Хане игрок стал попадать в основу сборной, а 11 декабря 2003 года открыл счет голам за сборную в игре Кубка Восточной Азии против Гонконга. Несмотря на то, что Лю сыграл в нескольких подготовительных играх к Кубку Азии 2004, в итоге он не попал в сборную на этот турнир, вместо него в команду попал Чжоу Хайбинь.
С уходом Ари Хана и новым тренером Чжу Гуанху Лю перестал попадать в основной состав сборной, также не проходил он в состав и при сербском специалисте Владимире Петровиче. Только через пять лет, с приходом в команду Гао Хунбо Лю вновь получил вызов в сборную на товарищеский матч против сборной Германии, которая прошла 29 мая 2009 года и закончилась ничьей 1-1. Игрок продолжил вызываться и сыграл ещё один товарищеский матч против Саудовской Аравии 4 июня 2009 г., в котором Китай проиграл со счётом 4-1.

## Достижения

### Клубные
«Шаньдун Лунэн»:
- Чемпион Китая : 2006, 2008, 2010
- Обладатель Кубка Китайской футбольной ассоциации : 2004, 2006
- Обладатель Кубка Суперлиги : 2004

### Индивидуальные
- Лучший молодой игрок КФА : 2003